# Trilepida dugandi
Trilepida dugandi — вид змій родини струнких сліпунів (Leptotyphlopidae). Ендемік Колумбії. Вид отримав назву на честь колумбійського натураліста Армандо Дуганда.

## Поширення і екологія
Trilepida dugandi мешкають на карибському узбережжі Колумбії та в горах Сьєрра-де-Періха. Вони живуть у вологих і сухих тропічних лісах, трапляються в садах. Зустрічаються на висоті до 800 м над рівнем моря.